# Sonia-Sophie Courdeau
Sonia-Sophie Courdeau, née Sonia Lamontagne, originaire de Fauquier dans le nord de l'Ontario, est une poète franco-ontarienne,.

## Biographie
Originaire de Fauquier, Sonia Lamontagne poursuit des études en rédaction professionnelle et édition à l'Université d'Ottawa. Elle détient également une formation de premier cycle en français et en psychologie de l'Université Laurentienne en plus d'un diplôme de deuxième cycle en art-thérapie. Elle a complété une maîtrise en création littéraire à l'Université d'Ottawa en 2019.
Elle occupe les postes de journaliste, d'assistante à la recherche et d'adjointe à la production et à la commercialisation aux Éditions Prise de parole. Pendant deux ans, elle enseigne également dans une école secondaire en plus de travailler à l'Association des auteures et auteurs de l'Ontario français,.
En plus de collaborer avec plusieurs auteur·es et artistes visuels, Sonia-Sophie Courdeau anime des ateliers de poésie dans les écoles secondaires,.
En poésie, elle fait paraître trois titres aux Éditions Prise de parole, soit À tire d'ailes (2011), Comptine à rebours (2015) et Ce qui reste sans contour (2020). Son premier recueil est traduit en anglais sous le titre de On Butterfly Wings (Bookland Press),.
Récipiendaire du prix de poésie Trillium (2012), Sonia Lamontagne est également finaliste du prix Le Droit (2015) ainsi que du prix littéraire Émergence (2015),,.
Elle est établie à Ottawa,.

## Œuvres

### Poésie
- À tire d'ailes, Sudbury, Éditions Prise de parole, 2011, 64 p. (ISBN 9782894232712)
- Comptine à rebours, Sudbury, Éditions Prise de parole, 2015, 58 p. (ISBN 9782894239148)
- Ce qui reste sans contour, Sudbury, Éditions Prise de parole, 2020, 55 p.  (ISBN 9782897441388)

## Prix et honneurs
- 2012 - Récipiendaire : Prix de poésie Trillium (pour À tire d'ailes)[3],[8]
- 2015 - Finaliste : Prix LeDroit (pour Comptine à rebours)[6]
- 2015 - Finaliste : Prix littéraire Émergence (pour Comptine à rebours)[7]